# Sud-Aviation Gazelle
Аэроспасьяль «Газель» (Aérospatiale Gazelle) — французский многоцелевой вертолёт. Состоит на вооружении армий Франции и ряда других стран. Применялся во многих вооружённых конфликтах в качестве военно-транспортного и противотанкового вертолёта. Большой популярностью пользуются гражданские варианты «Газели».
Вертолёт обладает характерным фенестроном в хвостовой балке.
220 машин построено в Югославии по лицензии, полученной Югославским правительством весной 1972 года.

## Тактико-технические характеристики
Приведённые данные соответствуют модификации SA 341F.

### Технические характеристики
- Экипаж: 2 человека
- Длина: 11,97 м
- Длина фюзеляжа: 9,53 м
- Диаметр несущего винта: 10,5 м
- Диаметр рулевого винта: 0,695 м
- Высота: 3,18 м
- Ометаемая площадь несущего винта: 86,59 м²
- Ометаемая площадь рулевого винта: 0,38 м²
- Масса пустого: 920 кг
- Масса максимальная взлётная: 1800 кг
- Ёмкость внутренних баков: 445 л
- Двигатели: Турбомека «Астазу» IIIA (1×440 кВт)

### Лётные характеристики (SA 342M)
- Максимальная скорость: 310 км/ч
- Крейсерская скорость: 263 км/ч
- Дальность полёта: 754 км
- Практический потолок: 5000 м
- Статический потолок:
  - с учётом влияния земли — 2850 м
  - без учёта влияния земли — 2000 м
- Скороподъёмность у земли: 540 м/мин

## Боевое применение

### Гражданская война в Ливане
В июне 1976 года Сирия начала вторжение в Ливан, из за которого Советский Союз практически перестал продавать оружие Сирии. На это отреагировала Франция которая предложила купить боевые вертолёты SA.342 «Газель». Сирия купила эти вертолёты и активно использовала их в Ливане.
В июне 1982 сирийские SA.342 участвовали в боях с израильской армией, вторгнувшейся на территорию Ливана, и нанесли противнику тяжёлые (по другим данным, незначительные) потери. За пять дней боёв вертолёты по сирийским данным вывели из строя 71 израильский танк, 5 БТР, 2 орудия и 17 автомобилей. Израильтяне утверждают что сирийские вертолёты уничтожили 7 танков (включая не менее двух «Меркав»). Данные цифры не могут сравниваться, так как израильтяне называют только безвозвратные потери и только танков. По западным данным сирийские «Газели» вывели из строя около 30 танков и большое количество другой техники. Израильтянам удалось сбить лишь две сирийских «Газели» (бортовые номера 1659, 1788), две легко повреждённые машины (1782, 1787) совершили вынужденную посадку и были захвачены. Ещё одна сирийская «Газель» была повреждена, но могла вернуться. 28 июля 1987 года ливанский лётчик, друз по национальности, угнал вертолёт ВВС Ливана SA.342 Gazelle и совершил посадку на просирийской территории.

### Конфликт в Северной Ирландии
Применялись британскими войсками против Ирландской республиканской армии во время конфликта в Северной Ирландии. Известно по меньшей мере 8 случаев безвозвратных потерь таких вертолётов в конфликте, ещё несколько были повреждены:
- Первая известная потеря такого вертолёта произошла 17 февраля 1978 года, вертолёт был атакован огнём стрелкового оружия, пытаясь увернуться от вражеского огня пилот разбил вертолёт об землю, погиб высокопоставленный британский офицер подполковник Ян Корден-Ллойд[7];

- 3 марта 1979 на юге графства Арма британский вертолёт Gazelle AH.1 был атакован огнём из пулемётов M60, ирландцам удалось нанести критические повреждения машине и ранить трёх членов экипажа[8];

- 24 августа 1979 года в районе деревни Срутан разбился британский вертолёт Gazelle AH.1, оба члена экипажа погибло[9];

- 18 февраля 1980 года в районе города Лисберн разбился британский вертолёт Gazelle AH.1, оба члена экипажа погибло[10];

- 10 июня 1980 года в районе деревни Балликелли разбился британский вертолёт Gazelle AH.1, три члена экипажа было ранено[10];

- 30 ноября 1980 года в районе провинции Ольстер разбился британский вертолёт Gazelle AH.1, один член экипажа был ранен[10];

- 7 мая 1981 года в районе деревни Кроссмаглен огнём стрелкового оружия был повреждён британский вертолёт «Газель»[11];

- 1 декабря 1982 года в районе деревни Кроссмаглен разбился британский вертолёт Gazelle AH.1, пилот выжил[12];

- 11 февраля 1990 года на границе Северной Ирландии огнём пулемёта ДШК был сбит британский вертолёт Gazelle AH.1 с серийным номером ZB687, три члена экипажа было ранено[13];

- 27 ноября 1992 года в районе деревни Срутан столкнулись и разбились британские вертолёты Gazelle AH.1 и Puma HC.1. Виновниками трагедии оказались лётчики «Газели», оба которых были ранены, но выжили, в «Пуме» же погибли все четверо находившихся на борту[14].

### Ирано-иракская война
Армия Ирака располагала 40 вертолётами SA.342 «Газель». На их счёт отводится два сбитых иранских вертолёта.

### Фолклендская война
Британские вертолёты «Газель» из состава 3-й бригады морской пехоты . Выполнялись полёты на разведку, доставку грузов, эвакуацию раненых. Наземным огнём аргентинской стороны было сбито два вертолёта, оба 21 мая 1982 года, в день высадки британских сил в заливе Сан-Карлос. Кроме этого один британский SA.342 был сбит британским эсминцем, который по ошибке принял вертолёт за аргентинский C-130 «Геркулес».

### Война в Персидском заливе
За два дня войны с Ираком кувейтская сторона потеряла  10 «Газелей», из них девять было уничтожено (р/н-а: KAF-505, KAF-506, KAF-510, KAF-513, KAF-516, KAF-518, KAF-520, KAF-521, KAF-524) и одна захвачена (р/н KAF-502). Было убито пять членов экипажей кувейтских «Газелей»: А. Саех, А. Рифай, М. Анзи, Х. Бежани и М. Обейди.
Иракская сторона в ходе войны потеряла одну «Газель», экипаж, включая пилота А. Табра погиб.
В ходе операции «Буря в пустыне» кувейтские SA-342K совершили 100 боевых вылетов и потерь не понесли. При этом было потеряно три «Газели» ВВС Франции и разбилась одна британская. Потерянная в августе 1990 SA-342K (р/н KAF-502) была вновь перезахвачена силами коалиции.

### Гражданская война в Руанде
23 октября 1990 года вертолёт Sa.342 Gazelle армии Руанды был сбит пуском ПЗРК «Стрела-2» бойцами РПФ. Пилот майор Каняминбва был тяжело ранен, ко-пилот лейтенант Тулингире погиб.

### Югославская война
В ходе Гражданской войны в Югославии боевые потери составили по меньшей мере 5 югославских вертолётов Sa.342:
- 25 июня 1991 года Sa.342 (р/н 12664) в районе Любляны сбит огнём ПВО (будущая Словения). Пилот Антон Мрлак погиб[22];
- 20 сентября 1991 года Sa.342 в районе Расколоть сбит огнём ПВО (будущая Хорватия). Весь экипаж Б. Бркич и М. Йованович погибли[22];
- 5 октября 1991 года Sa.342 в районе Конавле сбит огнём ПВО. Весь экипаж Н. Тобунич, И. Радулович и двое других погибли[22];
- 16 ноября 1992 года Sa.342 сбит во время осуществления гуманитарной миссии. Погиб весь экипаж, 4 человека[22].

Как видно ни в одном случае членам экипажа вертолётов Sa.342 не удалось выжить. Вдобавок, был один случай угона вертолёта:
- 27 июня 1991 пилот Джозе Калан бежал на вертолёте Sa.342 (р/н 12660) на территорию подконтрольную словенским сепаратистам[22].

### Инцидент с ливанским вертолётом в 2008 году
27 августа 2008 года вертолёт SA-342L Ливанской армии был сбит огнём неизвестных над Тилал Сиджудом. Пилот погиб, три других члена экипажа выжили.

### Туарегское восстание (2012)
Французские ВВС.

### Гражданская война в Сирии
Сирийские ВВС. Известно о потере как минимум 4 SA-342K.